# Ben Woldring

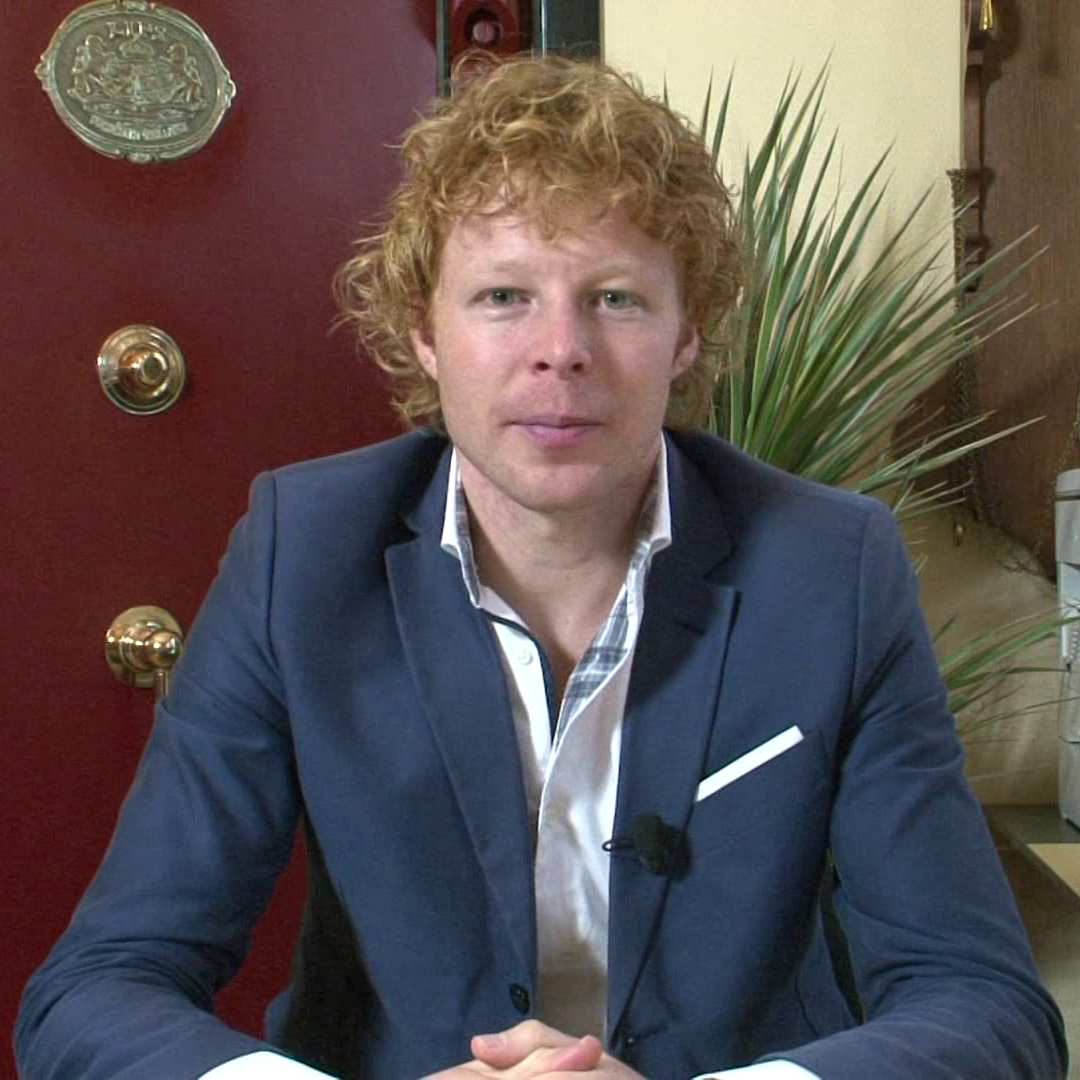
Ben Woldring

Berendt Pieter Woldring (* 6. Februar 1985 in Groningen) ist ein niederländischer Internet-Unternehmer im Bereich von Preisvergleichsportalen.
Beide Eltern waren Grundschullehrer. 1998 ging aus einem Schulprojekt eine Preisvergleichsseite für Mobilfunktarife hervor. Woldring war bald Gast in niederländischen Fernsehtalkshows wie Kassa und Jeugdjournal. 2000 gründete er mit Hilfe und Unterschrift seiner Mutter die Bencom BV; inzwischen sind es neun Preisvergleichsportale und seine Eltern seine ersten von insgesamt 22 Angestellten im heimischen Usquert (Gemeinde Eemsmond) und in Groningen.
2003 wurde er Unternehmer des Jahres (Preis der Firma Ernst & Young). Inzwischen ist er Botschafter der nach der Königin benannten Beatrix-Kinderklinik in Groningen.
Ben Woldring studierte nach seinem Abitur zunächst Wirtschaftswissenschaften und seit 2005 Kunstgeschichte an der Reichsuniversität Groningen.